# Stanisław Krawczyk (pułkownik)
Stanisław Krawczyk (ur. 8 kwietnia 1890 w Warszawie, zm. wiosną 1940 w Charkowie) – pułkownik administracji Wojska Polskiego, doktor filozofii, ofiara zbrodni katyńskiej.

## Życiorys
Syn Feliksa i Anny z Krakowskich. Ukończył gimnazjum W. Górskiego w Warszawie i wydział filozofii Uniwersytetu Jagiellońskiego. Studiował na wydziale prawa i administracji UJ i Szkole Nauk Politycznych w Krakowie oraz na wydziale humanistycznym Uniwersytetu Warszawskiego. Przed I wojną światową był członkiem Organizacji Młodzieży Filareckiej „Promień” oraz Związku Strzeleckiego. Od 6 sierpnia 1914 walczył w szeregach II Baonu I Brygady Legionów Polskich, od 4 października 1915 w 1 Pułku Ułanów Legionów Polskich. Następnie w POW w Krakowie. Od listopada 1918 w Wojsku Polskim. W 1919 wziął udział w obronie Lwowa. Pełnił służbę w Departamencie Naukowo-Szkolnym Ministerstwa Spraw Wojskowych, Oddziale III Naukowo-Szkolnym Sztabu MSWojsk. i Oddziale III Sztabu Generalnego na stanowisku kierownika referatu i szefa wydziału. 3 maja 1922 roku został zweryfikowany w stopniu majora ze starszeństwem z dniem 1 czerwca 1919 roku i 14. lokatą w korpusie oficerów administracyjnych, dział naukowo-oświatowy.
Od sierpnia 1927 do listopada 1928 był szefem Wydziału Szkolnictwa Wojskowego w Biurze Ogólno Organizacyjnym MSWojsk. 23 stycznia 1928 awansował na podpułkownika ze starszeństwem z 1 stycznia 1928 i 2. lokatą w korpusie oficerów administracyjnych, grupa oficerów naukowo-oświatowych. W sierpniu 1929 został przeniesiony z Biura Og. Org. MSWojsk. do Biura Wyznań Niekatolickich Ministerstwa Spraw Wojskowych na stanowisko zastępcy szefa. Od 1929 do września 1939 zajmował stanowisko szefa Biura Wyznań Niekatolickich MSWojsk. W marcu 1934 został przeniesiony z korpusu oficerów administracji do korpusu oficerów piechoty w stopniu podpułkownika ze starszeństwem z 1 stycznia 1928 i 61,1. lokatą i pozostawiony na dotychczasowym stanowisku. Na stopień pułkownika został mianowany ze starszeństwem z 19 marca 1939 i 1. lokatą w korpusie oficerów administracji, grupa administracji.
Od 17 lutego 1931 był mężem Heleny Kazimiery Kozłowskiej.
W czasie kampanii wrześniowej 1939 po agresji ZSRR na Polskę dostał się do niewoli sowieckiej. Przebywał w obozie w Starobielsku. Wiosną 1940 został zamordowany przez funkcjonariuszy NKWD w Charkowie i pogrzebany w Piatichatkach, gdzie od 17 czerwca 2000 mieści się oficjalnie Cmentarz Ofiar Totalitaryzmu w Charkowie.
Postanowieniem nr 112-48-07 Prezydenta RP Lecha Kaczyńskiego z 5 października 2007 został awansowany pośmiertnie do stopnia generała brygady. Awans został ogłoszony 9 listopada 2007 w Warszawie, w trakcie uroczystości „Katyń Pamiętamy – Uczcijmy Pamięć Bohaterów”.

## Ordery i odznaczenia
- Krzyż Niepodległości (24 października 1931)[18]
- Krzyż Oficerski Orderu Odrodzenia Polski[3]
- Krzyż Walecznych[3]
- Srebrny Krzyż Zasługi (2 marca 1925)[19][3]
- Medal Pamiątkowy za Wojnę 1918–1921[3]
- Medal Dziesięciolecia Odzyskanej Niepodległości[3]
- Brązowy Medal za Długoletnią Służbę[3]